# Drepanosticta quadrata
Drepanosticta quadrata là loài chuồn chuồn trong họ Platystictidae. Loài này được Selys mô tả khoa học đầu tiên năm 1860.